# Agente de recubrimiento

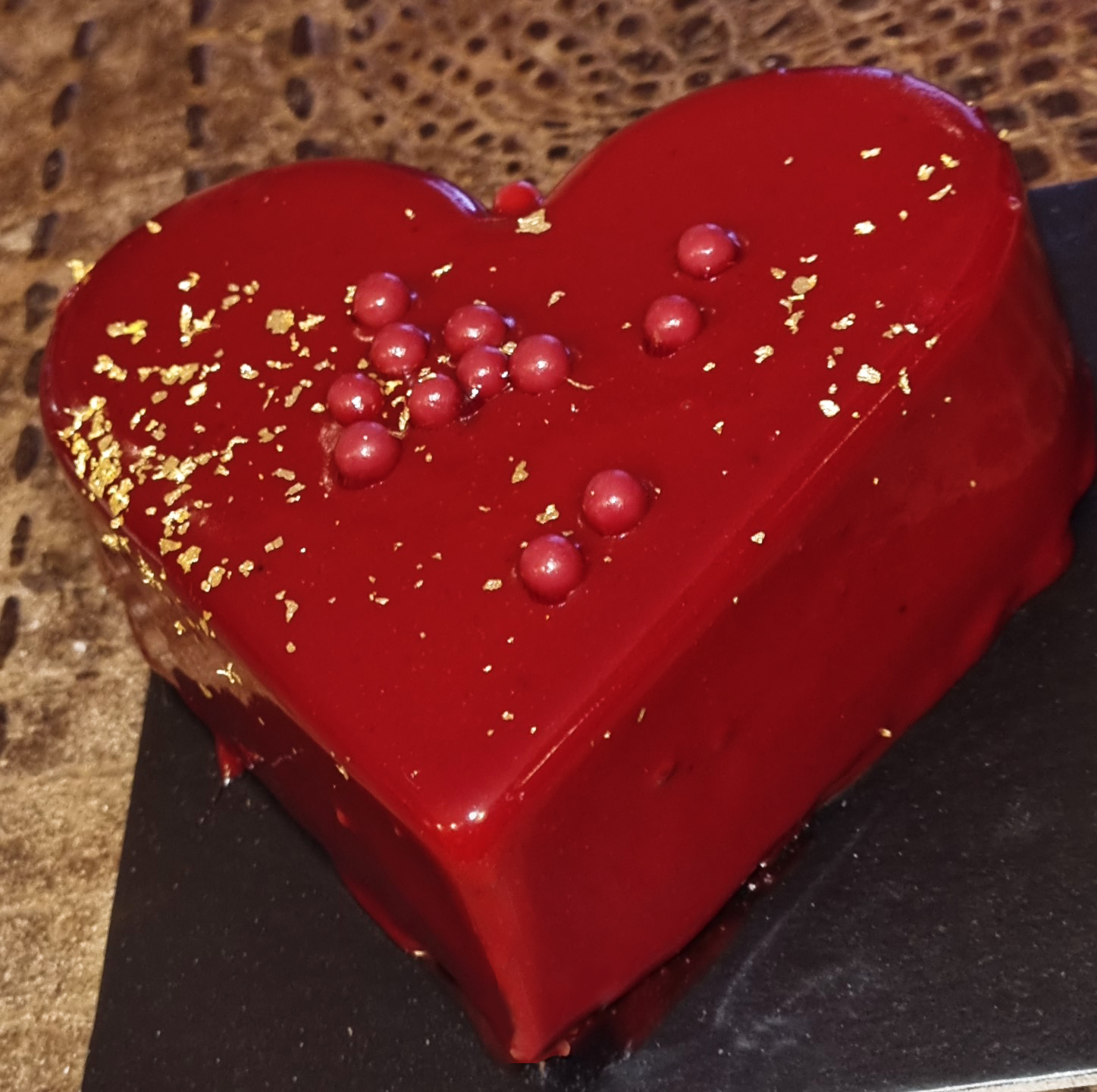
mousse de chocolate y galletas, en forma de corazón, cubiertos con un glaseado.

Un agente de recubrimiento (o también agente de brillo) es aquel que empleado en la industria alimentaria o en industrias como la elaboración de la pintura se encarga de proporcionar al ser aplicado a la superficie de un objeto (alimento) un mayor lustre. En el caso de los alimentos realza sus propiedades visuales de tal forma que sea atractivo al consumidor. Este es el caso de ciertas frutas. En la mayoría de los casos se trata de ceras que se aplican como un recubrimiento, por ejemplo a chocolates y verduras (hortalizas).